# Ткачик золоточеревий
Тка́чик золоточеревий (Ploceus hypoxanthus) — вид горобцеподібних птахів ткачикових (Ploceidae). Мешкає в Південно-Східній Азії.

## Опис
Довжина птаха становить 15—22 см, вага 19 г. Самці під час сезону розмноження мають яскраве, золотисто-жовте забарвлення, на обличчі й горлі в них чорна «маска». Крила і хвіст коричнюваті, поцятковані жовтими смугами. Очі чорні, дзьоб міцний, чорний, лапи рожевуваті. Самці під час негніздового періоду і самиці мають переважно охристе забарвлення, верхня частина тіла у них поцяткована темними смужками, живіт білуватий, над очима жовті «брови», через очі проходять темні смуги.

## Підвиди
Виділяють два підвиди:
- P. h. chryseus Hume, 1878 — від центральної М'янми до південного Індокитаю;
- P. h. hypoxanthus (Sparrman, 1788) — Суматра і західна Ява.

## Поширення і екологія
Золоточереві ткачики мешкають у М'янмі, Таїланді, Лаосі, В'єтнамі, Камбоджі і Індонезії. Вони живуть на болотах і луках, зокрема на заплавних, в очеретяних заростях на берегах річок і озер та на рисових полях. Живляться переважно насінням, а також комахами. Золоточереві ткачики є переважно моногамними, хоча спостерігалися і випадки полігамії. Вони гніздяться колоніями. У кладці 2 яйця, які насиджує лише самиця.

## Збереження
МСОП класифікує стан збереження цього виду як близький до загрозливого. Золоточеревим ткачикам загрожує знищення природного середовища, особливо в Індонезії, а також вилов з метою продажу на пташиних ринках.